# ایرینا ایلچنکو
ایرینا ایلچنکو (روسی: Ирина Анатольевна Ильченко؛ زادهٔ ۳ اوت ۱۹۶۸) بازیکن والیبال اهل روسیه است.
از باشگاه‌هایی که در آن بازی کرده‌است می‌توان به باشگاه والیبال اجزاجی‌باشی اشاره کرد.